# Helmut Böttiger
Helmut Böttiger (* 8. září 1956, Creglingen) je německý spisovatel, literární kritik a esejista.

## Životopis
Po maturitě ve Weikersheimu studoval germanistiku ve Freiburgu a zakončil dizertací na téma Fritz Rudolf Fries a literatura NDR. Pracoval jako kulturní redaktor na několika pozicích ve Stuttgartu, Frankfurtu a Berlíně, mimo jiné u Frankfurter Rundschau. Od roku 2000 žije v Berlíně jako autor a kritik na volné noze.

## Publikace
- Graue Verführung: Gedichte. Nachtcaféverlag, Buchenbach 1983
- Fritz Rudolf Fries und der Rausch im Niemandsland: eine Möglichkeit der DDR-Literatur. Edition Nachtcafé, Hamburg 1985
- De Soto Diplomat: Notizen zu Kuba. (s fotografiemi Jorgeho Kaimána) Flugasche Verlag, Stuttgart 1991
- Kein Mann, kein Schuß, kein Tor: das Drama des deutschen Fußballs. Beck´sche Reihe Mnichov 1993, ISBN 3-406-37411-5
- Günter Netzer: Manager und Rebell. Autorisierte Biographie. (s fotografiemi Svena Simona) Simader, Frankfurt a.M. 1994, ISBN 3-927515-39-6
- Rausch im Niemandsland: es gibt ein Leben nach der DDR. Fannei und Walz, Berlín 1994, ISBN 3-927574-27-9
- Elefantenrunden: Walter Höllerer und die Erfindung des Literaturbetriebs. Literaturhaus, Berlín 2005, ISBN 3-926433-42-6
- Ostzeit - Westzeit: Aufbrüche einer neuen Kultur. Luchterhand Literaturverlag, München 1996, ISBN 3-630-87986-1
- Orte Paul Celans. Paul Zsolnay Verlag, Vídeň 1996, ISBN 3-552-04814-6
- Nach den Utopien: eine Geschichte der deutschsprachigen Gegenwartsliteratur. Paul Zsolnay Verlag, Vídeň 2004, ISBN 3-552-05301-8
- Berichterstatter des Tages: Briefwechsel. (Korenspodence mezi Hermannem Lenzem a Peterem Handkem jako editor spolu s Ulrichem Rüdenauerem a Charlottou Brombachovou) Insel Verlag Frankfurt am Main 2006, ISBN 978-3-458-17335-9
- Schlußball: die Deutschen und ihr Lieblingssport. Suhrkamp Verlag Frankfurt a.M. 2006, ISBN 3-518-45763-2
- Wie man Gedichte und Landschaften liest: Celan am Meer. Marebuchverlag, Hamburg 2006, ISBN 978-3-936384-27-7
- Im Eulenkräut: Hermann Lenz und Hohenlohe. Keicher, Warmbronn 2006, ISBN 978-3-938743-32-4

## Ocenění
- 1996 Ernst-Robert-Curtius-Förderpreis za eseje
- 2012 Alfred-Kerr-Preis